# Сколобів (Хорошівська селищна громада)
Сколо́бів — село в Україні, у Житомирському районі Житомирської області. Входить до складу Хорошівської селищної громади. Населення становить 496 осіб. Колишній центр Сколобівської сільської ради.

## Географія
Географічні координати: 50°30' пн. ш. 28°21' сх. д. Часовий пояс — UTC+2. Загальна площа села — 2,3 км².
Сколобів розташований в межах природно-географічного краю Полісся і за 13 км від центру громади — міста Хорошів. Найближча залізнична станція — Нова Борова, за 31 км. На східній околиці села протікає річка Ірша.

## Назва
Назву Сколобів виводять від праслов'янського *(s)kel- ‘гнути, згинати’:
«Sklabiná — назва річки в бас. Іпля. Гідронім пов'язують з однойменною назвою прилеглої місцевості, яка нам видається цікавою з погляду етимології. Морфемна структура топоніма Sklabiná дає підстави виокремити основу Sklab-, оформлену суф. -ina. Фонетична будова основи Sklab- однозначно вказує на її неповноголосність, що дозволяє прівнювати форму Sklab- із спорідненими Сколоб-, Skłob-, представленими в слов'янському ареалі. Пор., наприклад: укр. Сколобáн — назва пот. в бас. Стрию < псл. *skolbanъ, рос. пот. Скулябный Овраг (бас. Дону) < *Сколобный < *Skolba / *Skolbъ < *skolba / *skolbъ, пол. Skłoba — гідронім у бас. Одеру. Доонімну семантику основ Сколоб-, Sklab-, Skłob- дослідники відновлюють у колі лексики словотвірного гнізда псл. *(s)kel- ‘гнути, згинати’, пояснюючи їх як форми з рухомим s-, свідченням чого гідроніми з аналогічною структурою без рухомого s-, наприклад: пол. Kłobia, Kłobka. Пор. також реалізацію цієї основи в інших топонімних класах — ойконім Сколобов у колишній Житомирській губ. < антропоніма *Сколоб-. Щодо апелятивної підтримки пор., наприклад, укр. сколобити ‘мучити’ з очевидною вторинною семантикою, що підтверджує, зокрема, рос. діал. скóлобить ‘стиснути в грудку’, пор. також форми без s-mobile зі спорідненою семантикою: рос. діал. кóлоб ‘невеликий круглий хліб’, ‘пухлина’, похідне *колобака ‘пиріг’ тощо. Наведені онімні факти, засвідчені в різних слов'янських ареалах, нечисленні апелятиви з почасти нівельованою первинною семантикою, реконструйовані праформи *skolba / *skolbъ дають підстави відновити архетип *skolbina з імовірною семантикою *‘місцевість з відповідною конфігурацією рельєфу’.»
Села з подібною назвою існують в Гродненському районі в Білорусі — Сколобове (біл. Сколабава), та в Мазовецькому воєводстві в Польщі — Склоби (пол. Skłoby), що відрізняється від повноголосого українського варіанту.

## Історія
Село Сколобів згадане в 1650 році і належить тоді Янові Крентовському.
На мапі 1911—1912 років населений пункт позначений як поселення з 340 дворами.
У 1932–1933 роках Сколобів постраждав від голодомору. За свідченнями очевидців кількість померлих склала щонайменше 20 осіб.

## Населення
За даними перепису 2001 року населення села становило 659 осіб, з них 99,24 % зазначили рідною українську мову, 0,46 % — російську, а 0,3 % — молдовську.

## Пам'ятки
Поблизу Давидівки та Сколобова виявлено поховання доби міді.

## Освіта
Загальноосвітні навчальні заклади:
- Сколобівська загальноосвітня школа І-ІІ ступенів, Сколобівський ДНЗ (вул. Кутузова, 9)